# Konstanty Czartoryski
Konstanty Czartoryski (9. dubna 1822 Vídeň – 31. října 1891 Vídeň), byl rakouský politik z Haliče, v 2. polovině 19. století poslanec Říšské rady.

## Biografie
Patřilo mu panství Bakończyce.
V 60. letech byl zvolen do Haličského zemského sněmu. Zemský sněm ho roku 1867 zvolil i do Říšské rady. Nesložil ale slib a 9. července 1867 na mandát v Říšské radě rezignoval. Důvodem rezignace bylo, že současně již byl doživotním členem Panské sněmovny (jmenovaná horní komora Říšské rady). V ní zastával v závěru života funkci jejího místopředsedy.
Jeho bratrem byl politik Jerzy Konstanty Czartoryski 1828–1912. V mládí společně vydávali časopis Recensionen und Mittheilungen über Theater und Kunst (český: Recenze a zprávy o divadle a umění).